# Astragalus dirmilensis
Astragalus dirmilensis es una especie de planta del género Astragalus, de la familia de las leguminosas, orden Fabales.

## Distribución
Astragalus dirmilensis se distribuye por Turquía.

## Taxonomía
Fue descrita científicamente por Hub.-Mor. & Reese. Fue publicada en Candollea 10: 149 (1945).